# Coppa del Generalissimo 1948-1949
La Copa del Generalísimo 1948-1949 fu la 45ª edizione della Coppa di Spagna. Il torneo iniziò il 5 settembre 1948 e si concluse il 29 maggio 1949. La finale si disputò allo Stadio Chamartín di Madrid dove il Valencia conquistò il suo secondo titolo.

## Formula
La formula di questa edizione prevedeva scontri diretti di sola andata fino al quinto turno. A partire dagli ottavi di finale, le squadre si sfidavano in gare di andata e ritorno. Le squadre di Segunda División e alcune di Primera División erano qualificate direttamente per il quinto turno. In questa edizione, ci fu anche la finale di consolazione tra le due perdenti delle semifinali.

## Squadre partecipanti

### Primera División

#### 14 squadre
| - Alcoyano - Athletic Bilbao - Atlético Madrid - Barcellona - Celta Vigo | - Deportivo La Coruña - Espanyol - Gimnàstic - Real Madrid - Real Oviedo | - Sabadell - Siviglia - Valencia - Real Valladolid |

### Segunda División

#### 14 squadre
| - Badalona - Barakaldo - Castellón - Girona - Granada | - Hércules - Levante - Malaga - Valencia Mestalla - Racing Ferrol | - Racing Santander - Real Murcia - Real Sociedad - Sporting Gijón |

### Tercera División
Tutte le 84 squadre della Tercera Divisiòn 1948-1949.

## Primo turno
|                 | Risultato |                    | Ripetizione |
| --------------- | --------- | ------------------ | ----------- |
| Circulo Popular | 3 - 2     | Caudal Deportivo   |             |
| Arenas Getxo    | 3 - 0     | Sestao Sport       |             |
| Pontevedra      | 2 - 0     | Berbés CF          |             |
| Arosa           | 3 - 0     | Santiago CF        |             |
| SG Lucense      | 2 - 0     | Orensana           |             |
| Real Avilés     | 2 - 1     | Real Juvencia      |             |
| CF Juvenil      | 1 - 0     | Arsenal CF         |             |
| SD Barreda Bal. | 0 - 2     | Torrelavega        |             |
| Real Unión      | 1 - 4     | Osasuna            |             |
| Mirandés        | 1 - 1     | Alavés             | 3 - 2       |
| Maiorca         | 1 - 0     | Atlético Baleares  |             |
| UD San Martin   | 2 - 1     | Sant Andreu        |             |
| Salamanca UDS   | 2 - 0     | Atletico de Zamora |             |
| Eldense         | 0 - 1     | Alicante           |             |
| UD España       | 1 - 3     | Larache CF         |             |
| Plus Ultra      | 2 - 2     | UB Conquense       | 7 - 3       |
| Talavera        | 5 - 2     | Toledo             |             |
| Manchego        | 1 - 3     | Tomelloso          |             |
| Cacereño        | 1 - 3     | Badajoz            |             |
| Segarra         | 6 - 0     | Acero              |             |
| Ceuta           | 3 - 1     | Moghreb Tétouan    |             |
| CD Logroñés     | 2 - 3     | MA de Logroño      |             |
| Numancia        | 6 - 0     | CD Tudelano        |             |
| Cieza           | 3 - 0     | Imperial Murcia    |             |
| Orihuela        | 0 - 2     | Elche              |             |
| Real Saragozza  | 1 - 2     | Arenas SD          |             |
| Escoriaza       | 3 - 1     | Atletico Saragozza |             |
| Tarrasa         | 3 - 2     | Júpiter            |             |
| UE Lleida       | 3 - 1     | Huesca             |             |
| Burgos          | 4 - 0     | Palencia           |             |
| Jativa          | 3 - 1     | CD Sueca           |             |
| CD Naval        | 0 - 4     | Cartagena FC       |             |
| Real Betis      | 5 - 2     | Recreativo Huelva  |             |
| Linense         | 3 - 1     | Algeciras          |             |
| Córdoba         | 4 - 1     | Electromecanica    |             |
| CD Iliturgi     | 3 - 2     | Real Jaén          |             |

## Secondo turno
|               | Risultato |                 | Ripetizione |
| ------------- | --------- | --------------- | ----------- |
| Real Avilés   | 3 - 2     | Circulo Popular |             |
| MA de Léon    | 5 - 3     | Leonesa         |             |
| Erandio       | 2 - 3     | Arenas Getxo    |             |
| Torrelavega   | 3 - 5     | SD Indauchu     |             |
| Osasuna       | 1 - 0     | Numancia        |             |
| MA de Logroño | 3 - 1     | Mirandés        |             |
| Constància    | 1 - 4     | Maiorca         |             |
| Pontevedra    | 4 - 3     | Arosa           |             |
| CD Juvenil    | 1 - 3     | SG Lucense      |             |
| Tarrasa CF    | 4 - 1     | UE Lleida       |             |
| Cadice        | 4 - 2     | Real Betis      |             |
| Segoviana     | 3 - 3     | Burgos          | 3 - 2       |
| Albacete      | 3 - 1     | Cieza           |             |
| Córdoba       | 4 - 0     | CD Iliturgi     |             |
| Igualada CF   | 1 - 2     | UD San Martin   |             |
| Arenas SD     | 3 - 1     | Escoriaza       |             |
| Real Ávila    | 2 - 4     | Salamanca UDS   |             |
| Tomelloso     | 3 - 0     | Plus Ultra      |             |
| UD Melilla    | 4 - 2     | Larache CF      |             |
| Alicante      | 1 - 1     | Elche           | 2 - 1       |
| Badajoz       | 4 - 3     | CD Talavera     |             |
| Linense       | 1 - 3     | Ceuta           |             |
| Almería       | 3 - 0     | Cartagena FC    |             |
| CD Segarra    |           | CD Jativa       |             |

## Terzo turno
|              | Risultato |               |
| ------------ | --------- | ------------- |
| Arenas Getxo | 3 - 2     | SD Indauchu   |
| Arenas SD    | 2 - 1     | Tarrasa CF    |
| Real Avilés  | 8 - 0     | MA de Léon    |
| Pontevedra   | 1 - 2     | SG Lucense    |
| Ceuta        | 3 - 2     | UD Melilla    |
| Tomelloso    | 1 - 0     | Badajoz       |
| Osasuna      | 3 - 1     | MA de Logroño |
| Córdoba      | 3 - 2     | Cadice        |
| Segarra      | 1 - 0     | Alicante      |
| Almería      | 1 - 2     | Albacete      |
| Segoviana    | 2 - 4     | Salamanca UDS |
| Maiorca      | 3 - 2     | UD San Martin |

## Quarto turno
|                     | Risultato |                  |
| ------------------- | --------- | ---------------- |
| Real Avilés         | 1 - 2     | Sporting Gijón   |
| Barakaldo           | 3 - 0     | Racing Santander |
| SG Lucense          | 1 - 2     | Celta Vigo       |
| Real Sociedad       | 1 - 0     | Osasuna          |
| Malaga              | 6 - 1     | Ceuta            |
| Deportivo La Coruña | 3 - 0     | Racing Ferrol    |
| Badalona            | 0 - 2     | Maiorca          |
| Arenas SD           | 2 - 1     | Castellón        |
| Hércules            | 3 - 2     | Segarra          |
| Athletic Bilbao     | 8 - 2     | Arenas Getxo     |
| Salamanca UDS       | 6 - 1     | Levante          |
| Valencia Mestalla   | 1 - 2     | Alcoyano         |
| Sabadell            | 2 - 4     | Girona           |
| Córdoba             | 0 - 3     | Siviglia         |
| Real Murcia         | 2 - 3     | Albacete         |
| Tomelloso           | 0 - 1     | Granada          |

## Quinto turno
|                 | Risultato |                     |
| --------------- | --------- | ------------------- |
| Siviglia        | 5 - 2     | Malaga              |
| Barakaldo       | 0 - 3     | Real Sociedad       |
| Girona          | 4 - 2     | Maiorca             |
| Sporting Gijón  | 2 - 3     | Deportivo La Coruña |
| Celta Vigo      | 6 - 3     | Salamanca UDS       |
| Albacete        | 1 - 0     | Alcoyano            |
| Athletic Bilbao | 7 - 0     | Arenas SD           |
| Granada         | 3 - 1     | Hércules            |

## Ottavi di finale
|                     | Risultato |                 | Andata | Ritorno | Spareggio |  |
| ------------------- | --------- | --------------- | ------ | ------- | --------- |  |
| Real Sociedad       | 4 - 0     | Real Oviedo     | 4 - 0  |         |           |  |
| Barcellona          | 9 - 0     | Girona          | 9 - 0  |         |           |  |
| Granada             | 4 - 1     | Real Valladolid | 4 - 1  |         |           |  |
| Atlético Madrid     | 2 - 1     | Siviglia        | 2 - 1  |         |           |  |
| Gimnàstic           | 5 - 4     | Albacete        | 5 - 1  | 0 - 3   |           |  |
| Espanyol            | 3 - 2     | Celta Vigo      | 3 - 1  | 0 - 1   |           |  |
| Real Madrid         | 3 - 3     | Athletic Bilbao | 2 - 2  | 1 - 1   | 1 - 3     |  |
| Deportivo La Coruña | 0 - 1     | Valencia        | 0 - 1  |         |           |  |

## Quarti di finale
|                 | Risultato |                 | Andata | Ritorno |  |
| --------------- | --------- | --------------- | ------ | ------- |  |
| Espanyol        | 7 - 6     | Atlético Madrid | 6 - 1  | 1 - 5   |  |
| Athletic Bilbao | 3 - 2     | Gimnàstic       | 3 - 0  | 0 - 2   |  |
| Valencia        | 5 - 3     | Real Sociedad   | 3 - 2  | 2 - 1   |  |
| Granada         | 2 - 7     | Barcellona      | 2 - 2  | 0 - 5   |  |

## Semifinali
|          | Risultato |                 | Andata | Ritorno |  |
| -------- | --------- | --------------- | ------ | ------- |  |
| Valencia | 5 - 4     | Barcellona      | 3 - 1  | 2 - 3   |  |
| Espanyol | 3 - 8     | Athletic Bilbao | 1 - 2  | 2 - 6   |  |

## Finale di consolazione
| Barcellona 29 maggio 1949, ore 18:00 CET                                 | Barcellona | 3 – 1     | Espanyol | Camp de Les Corts |
| \| \| \| \| \| Seratusell 27’ Canal 42’ 61’ \| Marcatori \| 35’ Calvo \| |            |           |          |                   |
|                                                                          |            |           |          |                   |
| Seratusell 27’ Canal 42’ 61’                                             | Marcatori  | 35’ Calvo |          |                   |

## Finale
| Arbitro: | Julian Arqué |

|         |           |  |
| Epi 62’ | Marcatori |  |